# 圣犹斯督圣巴斯督圣殿
圣犹斯督圣巴斯督圣殿是一座罗马天主教宗座圣殿，位于西班牙巴塞罗那。

## 历史
目前这座哥特式教堂的建造，开始于1342年2月，一直持续到1574年。
立面和钟楼的建造一直持续到16世纪, 
1948年，该堂由庇护十二世升格为巴塞罗那第六座宗座圣殿。